# Matteo Malucelli (kierowca wyścigowy)
Matteo Malucelli (ur. 27 października 1984 w Forlì) – włoski kierowca wyścigowy.

## Kariera
Malucelli rozpoczął karierę w wyścigach samochodowych w 2001 roku od startów we  Włoskiej Formule Renault. Z dorobkiem dwóch punktów został sklasyfikowany na trzydziestej pozycji w końcowej klasyfikacji kierowców. W późniejszych latach Włoch pojawiał się także w stawce FIA GT Championship, Le Mans Series, Italian GT Championship, 24-godzinnego wyścigu Le Mans, Superstars International Series, International GT Open, Włoskiego Pucharu Porsche Carrera, Blancpain Endurance Series, FIA World Endurance Championship, American Le Mans Series oraz United Sports Car Championship.